# George Vivian (4e baron Vivian)
George Crespigny Brabazon Vivian, 4e baron Vivian (21 janvier 1878-28 décembre 1940) est un militaire britannique de la famille Vivian qui sert pendant la seconde guerre des Boers et la Première Guerre mondiale.

## Jeunesse
Il est né à Connaught Place, Londres, le 21 janvier 1878 de Hussey Vivian (3e baron Vivian) et Louisa Duff.
Il fait ses études au Collège d'Eton où il rame dans le VIII. Accédant au titre en octobre 1893, à l'âge de 15 ans, il prend son siège à la Chambre des lords en février 1900 . Il rejoint par la suite l'armée britannique et est nommé officier de cavalerie comme sous-lieutenant dans le 17e lanciers le 14 mars 1900.

## Carrière militaire
Lord Vivian sert avec une grande distinction pendant la seconde guerre des Boers .
Le 17 septembre 1901, le commando de Smuts rencontre les 17e lanciers à proximité de Tarkastad. Smuts s'est rendu compte que le camp des Lancers est leur seule occasion de se rééquiper en chevaux, en nourriture et en vêtements. Un combat féroce, connu par la suite sous le nom de bataille de la rivière Elands, a lieu, les Lancers étant pris dans un feu croisé et subissant de lourdes pertes. Abasourdi par l'assaut, les lanciers restants ont brandi un drapeau blanc. Deneys Reitz, un jeune commando, rencontre parmi les blessés le capitaine Victor Sandeman, commandant des lanciers, et Vivian, qui est son lieutenant .
Dans son livre Commando, Deneys Reitz, l'un des Boers, raconte comment Vivian lui a fait remarquer sa tente bivouac et lui a dit qu'il valait la peine d'y jeter un coup d'œil. Bientôt, Reitz, qui portait un sac à grains et utilisait un vieux fusil Mauser avec seulement deux cartouches de munitions, fut vêtu d'une tunique de cavalerie et d'une culotte d'équitation et armé d'un fusil de sport Lee-Metford . Reitz rapporte qu'il a de nouveau rencontré Lord Vivian à Londres en 1935, en excellents termes .
Récupérant des blessures reçues lors de la bataille, Vivian revient au Royaume-Uni en décembre 1901 . Il sert plus tard dans la Première Guerre mondiale, étant nommé à l'Ordre du Service distingué en 1918.
Il est aussi décoré de la Légion d'honneur et la Croix de guerre. Il est nommé aide de camp du roi Albert Ier de Belgique . Il reçoit également l'Ordre de Léopold avec Palme.

## Famille
Le 1er août 1903, Vivian épouse Barbara Cicely Fanning. Ils ont une fille, Daphne Fielding (en), née le 11 juillet 1904 et un fils, Anthony Vivian (5e baron Vivian), né le 4 mars 1906. Ils divorcent en 1907 . Il épouse ensuite Nancy Lycett Green (décédée le 6 mai 1970) le 5 janvier 1911. Une fille, Ursula Vanda Maud, est née le 16 juin 1912 et un fils, Douglas David Edward, le 16 janvier 1915.
Il est décédé le 28 décembre 1940, âgé de 62 ans.